# Bengt Ljunggren
Bengt Johan Olof Ljunggren, född 27 februari 1900 i Tegelsmora, Uppsala län, död 1 september 1976, var en svensk agronom och direktör.

## Biografi
Ljunggren var son till byggnadsingenjören Gottfrid Ljunggren och Elin Sjöblom. Han tog studentexamen i Skövde 1918 och agronomexamen i Ultuna 1923. Ljunggren genomförde studieresor med Romans stipendium i Danmark, Tyskland, Schweiz, Nederländerna, Belgien och England 1924 samt med statsbidrag i Finland 1933. Ljunggren var lärare vid Berga lantbruksskola i Västerhaninge 1923-1924 och vid Bjärka-Säby lantbruksskola 1924-1930. Han var husdjurskonsulent vid Gotlands läns hushållningssällskap 1930 och direktör där 1948-1965. Ljunggren var sekreterare i Föreningen för gotländska utegångsfåret från 1931, i Föreningen till den varmblodiga hästavelns främjande på Gotland från 1933, i Gotlands hästavelsförening från 1937 samt i kristidsstyrelsen i Gotlands län från 1944.
Han var styrelseordförande i Svenska Handelsbanken i Visby från 1962 (styrelseledamot 1956) och styrelseledamot i Skäggs AB i Väskinde från 1962. Ljunggren var ordförande i rådgivningsnämndens för utskänkningsärendena i Gotlands län 1954. Han var medlem av Sällskapet DBW och Rotary International. Ljunggren skrev skrifter om jordbruk och husdjursskötsel på Gotland i orts- och fackpress samt var redaktör för Stambok för skogsruss 1943-1963. Hans speciella intressen var får- och russavel. Ljunggren var även en flitig amatörfotograf och år 2006 visades 100 lantbruksbilder tagna av Ljunggren på Gotlands konstmuseum i utställningen "Morfarskalejdoskopet", av hans barnbarn konstnären Hanna Sjöberg. Utställningen visades även i augusti samma år på museet i staden Talsi i nordvästra Lettland.
Ljunggren gifte sig 1928 med Elisabeth Wistrand (1904-1977), dotter till byggmästaren C F Wistrand och Agnes Andersson. Han var far till Birgitta (född 1929), Ragnhild (född 1931), Gunnar (född 1934) och Anders (född 1940). Ljunggren avled 1976 och gravsattes på Norra kyrkogården i Visby.

## Utmärkelser
Ljunggrens utmärkelser:
- Riddare av Vasaorden (RVO)
- Svenska fåravelförenings guldmedalj
- Klubbens för svenska lantrasfårets guldmedalj